# Lijst van beschermd erfgoed in Boussu
Onderstaande tabel geeft een overzicht van de beschermde erfgoederen in de gemeente Boussu. Het beschermd erfgoed maakt onderdeel uit van het cultureel erfgoed in België.
| Object                                                                                                | Bouwjaar/architect | Deelgemeente | Adres                 | Coördinaten                   | Nummer?                | Afbeelding                                                                                            |
| --- | ------------------ | ------------ | --------------------- | ----------------------------- | ---------------------- | --- |
| Ensemble van de Sint-Gorikskerk en de grafkapel van de heren van Boussu (M)                           |                    | Boussu       | Rue Léon Fige         | 50° 26' 2" NB, 3° 47' 41" OL  | 53014-CLT-0001-01 Info | Ensemble van de Sint-Gorikskerk en de grafkapel van de heren van Boussu (M)                           |
| Pastorie van Hornu                                                                                    | 1775               | Hornu        | Rue Grande 79         | 50° 26' 0" NB, 3° 49' 38" OL  | 53014-CLT-0003-01 Info | |
| Ensemble van gebouwen van "Le Grand-Hornu" (M) ensemble van gebouwen en omgeving (S)                  |                    | Hornu        | Rue Sainte-Louise 82  | 50° 26' 8" NB, 3° 50' 21" OL  | 53014-CLT-0004-01 Info | Ensemble van gebouwen van "Le Grand-Hornu" (M)ensemble van gebouwen en omgeving (S)                   |
| Hôtel Guérin, het paviljoen in de rue Dorzée en de muziekkiosk (M) het park en het publieke plein (S) |                    | Boussu       | Rue François Dorzée 2 | 50° 25' 60" NB, 3° 47' 50" OL | 53014-CLT-0008-01 Info | Hôtel Guérin, het paviljoen in de rue Dorzée en de muziekkiosk (M) het park en het publieke plein (S) |
| Ruïnes van het Kasteel van Boussu (M) ensemble van de ruïnes en hun omgeving (S)                      |                    | Boussu       | Rue du Moulin 43      | 50° 26' 14" NB, 3° 47' 42" OL | 53014-CLT-0010-01 Info | Ruïnes van het Kasteel van Boussu (M) ensemble van de ruïnes en hun omgeving (S)                      |
| Conciërgewoning (M)                                                                                   |                    | Boussu       | Rue Léon Fige 17      | 50° 25' 59" NB, 3° 47' 39" OL | 53014-CLT-0011-01 Info | |
| Bomen aan de rue de Caraman n°91 (S)                                                                  |                    | Boussu       | Rue de Caraman 91     | 50° 26' 2" NB, 3° 47' 9" OL   | 53014-CLT-0012-01 Info | |
| Vredegerecht: gebouw en publieke overdekte doorgang (M)                                               | 1822               | Boussu       | Rue Neuve 2           | 50° 26' 2" NB, 3° 47' 44" OL  | 53014-CLT-0019-01 Info | Vredegerecht: gebouw en publieke overdekte doorgang (M)                                               |